# Polygonum boreale
Polygonum boreale là một loài thực vật có hoa trong họ Rau răm. Loài này được (Lange) Small miêu tả khoa học đầu tiên năm 1894.